# Rotse
Rotse is een helling in de Belgische provincie Oost-Vlaanderen. Het is een korte maar pittige klim die frequent wordt opgenomen in het parcours van de Peter Van Petegem Classic, een tocht voor wielertoeristen.